# والتر ر. ستابس
والتر ر. ستابس هو سياسي أمريكي، ولد في 7 نوفمبر 1858 في مقاطعة واين في الولايات المتحدة، وتوفي في 25 مارس 1929 في توبيكا في الولايات المتحدة. نشط حزبياً في الحزب الجمهوري. وقد انتخب عضو مجلس نواب كنساس ‏ وانتخب حاكم كانساس ‏ (11 يناير 1909 – 13 يناير 1913).